# Lonate Pozzolo
Lonate Pozzolo ist eine italienische Gemeinde (comune) in der Provinz Varese in der Region Lombardei. Die Gemeinde grenzt direkt an die Metropolitanstadt Mailand und die Provinz Novara (Region Piemont).

## Geographie
Lonate Pozzolo liegt etwa 32 Kilometer von Novara und etwa 35 Kilometer von Varese im Valle del Ticino entfernt. Der Ticino (Tessin) fließt westlich der Gemeinde. Die Gemeinde bedeckt eine Fläche von 29,12 km². Zu Lonate Pozzolo gehören die Fraktionen Sant’Antonino Ticino und Tornavento. Die Nachbargemeinden sind Bellinzago Novarese (NO), Castano Primo (MI), Ferno, Nosate (MI), Oleggio (NO), Samarate, Vanzaghello (MI) und Vizzola Ticino.

## Geschichte
Die Gemeinde wird erstmals urkundlich in einem Dokument des Bischofs von Novara Aupaldo 973 nach Christus erwähnt. Die Lage am Rande des alten Oratoriums von San Giovanni Battista zeugt jedoch von einer alten langobardischen Präsenz, und im historischen Zentrum gibt es sogar Spuren römischer Zenturien. Im 12. Jahrhundert war es im Besitz der Grafen von Biandrate und danach bis zum 18. Jahrhundert im Besitz der Visconti di Modrone. Obwohl die Wirtschaft hauptsächlich auf der Landwirtschaft beruhte, verfügte sie bereits über Konsuln, Statuten und Notare, die sich in der Nähe der wichtigen Straße Como–Novara und der Tessiner Ableitung eines großen Kanals namens Naviglio Grande, der im Jahr 1135 begraben war. In den folgenden Jahrhunderten wuchs der Wohlstand und damit auch die Bevölkerung, so dass Lonate mindestens seit 1290 in Urkunden als borgo, d. h. als kleine Stadt, bezeichnet wurde.
Im Jahr 1496 gab sich die Gemeinde, die etwa 1500 Einwohner zählte, neue Statuten. Zwei Jahre später wurde der Bau der Kirche Sant’Ambrogio abgeschlossen, die im folgenden Jahr eingeweiht wurde. Die Stadt wurde in zwei Pfarreien aufgeteilt, Sant’Ambrogio und Santi Nazaro e Celso, mit zwei verschiedenen Pfarrern. Die alten, aber kleinen Frauenklöster wurden vom Heiligen Karl Borromäus zu den drei großen Klöstern Sant’Agata, San Michele und Santa Maria zusammengeführt, die insgesamt 180 Nonnen beherbergen konnten. Im Zentrum der Stadt wurden ein Wochenmarkt und ein jährlicher dreitägiger Jahrmarkt abgehalten.
Die Bevölkerung wurde durch die Pest von 1576 bis 1577, den Flecktyphus von 1588 und die Pest von 1630 bis 1631 dezimiert.[12] Der hohe Glockenturm der Kirche Sant’Ambrogio wurde 1635 errichtet. Im Jahr 1635 wurde der hohe Glockenturm der Sankt Ambrosius-Kirche errichtet und die Kirche anschließend umgebaut. Am 22. Juni 1636 kam es in der Nähe des Ortsteils Tornavento zu einer blutigen Schlacht zwischen den Spaniern (die Mailänder Gebiet besetzt hielten) und der mit den Piemontesen verbündeten französischen Invasionsarmee, die die reichsten Familien dazu veranlasste, aus Lonate zu fliehen, und folglich zum wirtschaftlichen Niedergang der Stadt beitrug. Zwei Jahrhunderte lang lebte Lonate allein von der Landwirtschaft.
Ab 1861, dem Jahr der Einigung Königreichs Italien, setzte eine rasante Entwicklung ein, die auf den Beginn der Industrialisierung (Spinnereien für die Seidenverarbeitung, Baumwollspinnereien) zurückzuführen ist. Der rasche Bevölkerungszuwachs ermöglichte es jedoch nicht allen jungen Menschen, in der Stadt Arbeit zu finden; viele waren gezwungen, nach Amerika (Argentinien, aber vor allem Kalifornien) auszuwandern. Wenn sie sich dort nicht dauerhaft niederließen, kehrten sie mit dem Geld, das sie in jahrelanger harter Arbeit gespart hatten, nach Lonate zurück.
Während des Zweiten Weltkriegs war der Pfarrer Don Antonio Tagliabue ein Antifaschist, während sein Mitbürger Annunciato Crivelli in das deutsche Konzentrationslager Mauthausen deportiert wurde, wo er starb. In den ersten Jahren des letzten Jahrhunderts wurden am Rande der Altstadt neue Häuser gebaut, was zu einer raschen Ausdehnung des Dorfes führte. In der Zeit zwischen den beiden Weltkriegen entwickelte sich die Industrie rasch weiter, auch dank der Ansiedlung von Gießereien und Maschinenfabriken; in den 1960er Jahren wurde die Landwirtschaft endgültig aufgegeben. Es gab auch eine starke Zuwanderung von Arbeitskräften, hauptsächlich aus Süditalien. Ab den 1990er Jahren war Lonate Pozzolo direkt am Ausbau des Flughafens Malpensa beteiligt, was erhebliche Auswirkungen auf das Gebiet hatte, die auch heute noch Gegenstand von Diskussionen zwischen SEA Aeroporti Milanesi und der Gemeinde Lonate Pozzolo sind, sowie eine schnellere Fluktuation der Wohnbevölkerung und die Zuwanderung neuer ausländischer Einwohner. Malpensa ist nämlich nicht plötzlich aus dem Nichts entstanden, sondern ist die direkte Folge davon, dass sich auf dem Gebiet von Lonate zwischen 1923 und 1945 einer der wichtigsten italienischen Flugplätze befand, Campo della Promessa, der von Gabriele d’Annunzio eröffnet wurde.

## Bevölkerung
| Bevölkerungsentwicklung | Bevölkerungsentwicklung | Bevölkerungsentwicklung | Bevölkerungsentwicklung | Bevölkerungsentwicklung | Bevölkerungsentwicklung | Bevölkerungsentwicklung | Bevölkerungsentwicklung | Bevölkerungsentwicklung | Bevölkerungsentwicklung | Bevölkerungsentwicklung | Bevölkerungsentwicklung | Bevölkerungsentwicklung | Bevölkerungsentwicklung | Bevölkerungsentwicklung |
| ----------------------- | ----------------------- | ----------------------- | ----------------------- | ----------------------- | ----------------------- | ----------------------- | ----------------------- | ----------------------- | ----------------------- | ----------------------- | ----------------------- | ----------------------- | ----------------------- | ----------------------- |
| Jahr                    | 1861                    | 1871                    | 1881                    | 1901                    | 1911                    | 1921                    | 1931                    | 1951                    | 1861                    | 1971                    | 1981                    | 2001                    | 2021                    |                         |
| Einwohner               | 4.572                   | 4.781                   | 5.324                   | 5.206                   | 5.783                   | 5.395                   | 6.228                   | 6.453                   | 8.073                   | 9.681                   | 10.967                  | 11.480                  | 11.376                  |                         |

## Wirtschaft und Verkehr
In Lonate Pozzolo hatte die Firma Cargoitalia ihren Sitz. Auf Grund der Nähe zum Flughafen Mailand-Malpensa (Aeroporto Malpensa) in etwa 5 Kilometer Entfernung bietet sich die Gemeinde als Sitz für Luftfahrtunternehmen an. Neben DHL und FedEx betreibt seit Oktober 2017 auch Amazon ein Logistikzentrum an diesem Standort. Amazon nutzt Flüge der ASL Airlines France zum Flughafen Mailand-Malpensa, plant jedoch auch Flüge mit seiner eigenen Fluggesellschaft Prime Air.
Seit 2009 gibt es den Bahnhof Ferno-Lonate Pozzolo, der von Zügen auf der Strecke von Busto Arsizio zum Flughafen bedient wird. Bis Juni 2011 bestand auch ein Anschluss an die S-Bahn Mailand über die Linie S10.
Durch die Gemeinde führt die Staatsstraße 336, der Flughafenzubringer, sowie die ehemalige Staatsstraße 527. Die Staatsstraße 341 markiert den östlichen Rand der Gemeinde.

## Sehenswürdigkeiten

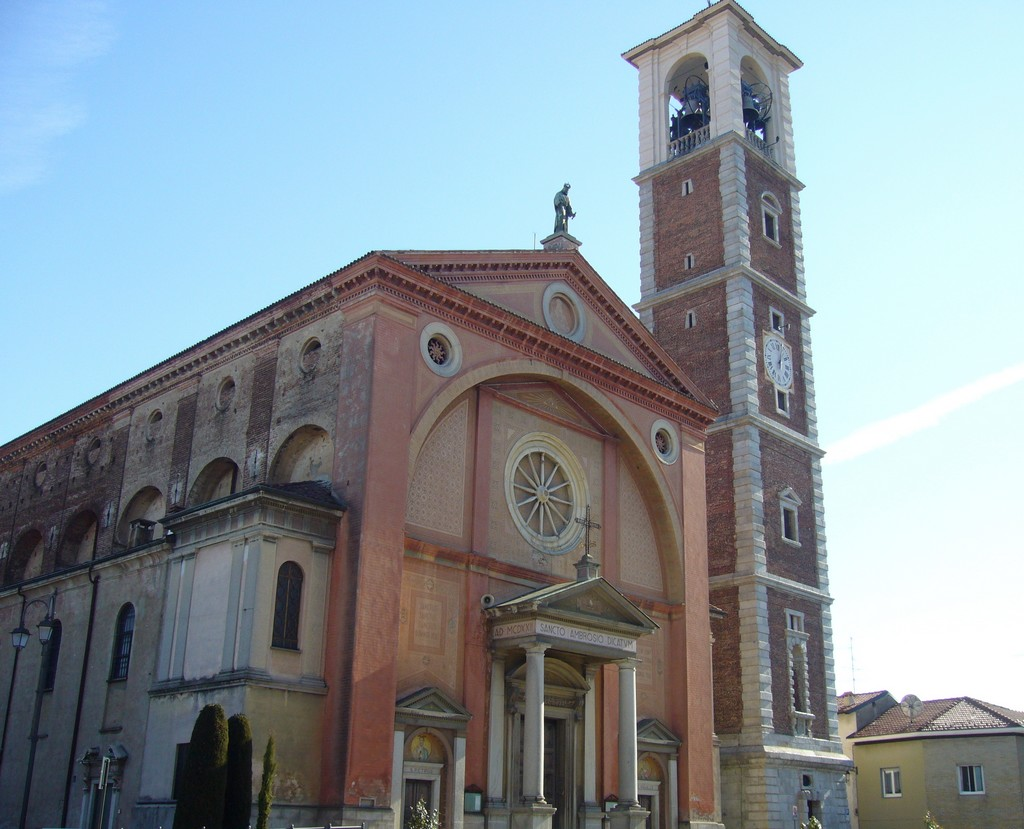
Pfarrkirche Sant’Ambrogio

- Pfarrkirche Sant’Ambrogio erwähnt im 13. Jahrhundert, befindet sich auf der Piazza Sant’Ambrogio, mit einer Erweiterung im Jahr 1560 und einer Fassade aus dem Jahr 1857. Bis zum 13. Jahrhundert befand sich an der Stelle der Pfarrkirche die Burg des Feudalherrn, in der sich sicherlich auch eine kleine Kirche befand. Nach der Zerstörung des Schlosses wurde an seiner Stelle eine kleine Kirche errichtet, die von den Bewohnern von Lonate im nördlichen Teil des Dorfes besucht wurde; für die Bewohner des Südens gab es die Kirche San Nazaro, die sicherlich älter als Sant’Ambrogio war, aber Ende des 18. Jahrhunderts. Da sie für die große Zahl der Gläubigen zu klein wurde, wurde sie 1499 abgerissen und in Form eines Oktogons wieder aufgebaut. Entworfen und geleitet wurde sie von einem Architekten aus Lonate namens Antonio Bodio, besser bekannt unter seinem Spitznamen Antonio da Lonate, einem Schüler des berühmten Donato Bramante; sein bekanntestes Werk ist der Dom von Vigevano. Zwischen 1511 und 1520 wurde das Kirchenschiff mit neuen Dimensionen hinzugefügt; 1635 wurde der 48 Meter hohe Glockenturm gebaut, in dem ein Konzert von acht Glocken erklingt. Im Jahr 1776 wurde der kleine Kreuzgang als Friedhof eingerichtet: Bis dahin wurden die Toten im Inneren der Kirche (Priester und Älteste) und an den Seiten der Kirche begraben. Im Jahr 1997 wurden unter der alten Carcano-Kapelle einige alte Gräber wiederentdeckt. Die Seitenkapellen stammen aus dem 19. Jahrhundert, ebenso wie die majestätische Prestinari-Orgel. 1997 wurden bei der Entfernung eines Beichtstuhls in den ersten beiden Seitenkapellen Fresken aus dem 16. Jahrhundert entdeckt: Die linke stellt die Jungfrau mit dem Jesuskind zwischen den Heiligen Bartholomäus und Hieronymus dar, die rechte die Jungfrau zwischen den Heiligen Petrus und Agatha, flankiert von den Heiligen Gregor und Augustinus. In den Fresken der Apsis, die auf die erste Hälfte des 16. Jahrhunderts zurückgehen, ragt in der Mitte das Bildnis des Heiligen Ambrosius, des Schutzpatrons der Erzbistum Mailand und der Pfarrei Lonate Pozzolo, hervor. Die acht Glocken und das Schloss des Glockenturms wurden kürzlich restauriert, da die Klöppel abgenutzt waren.

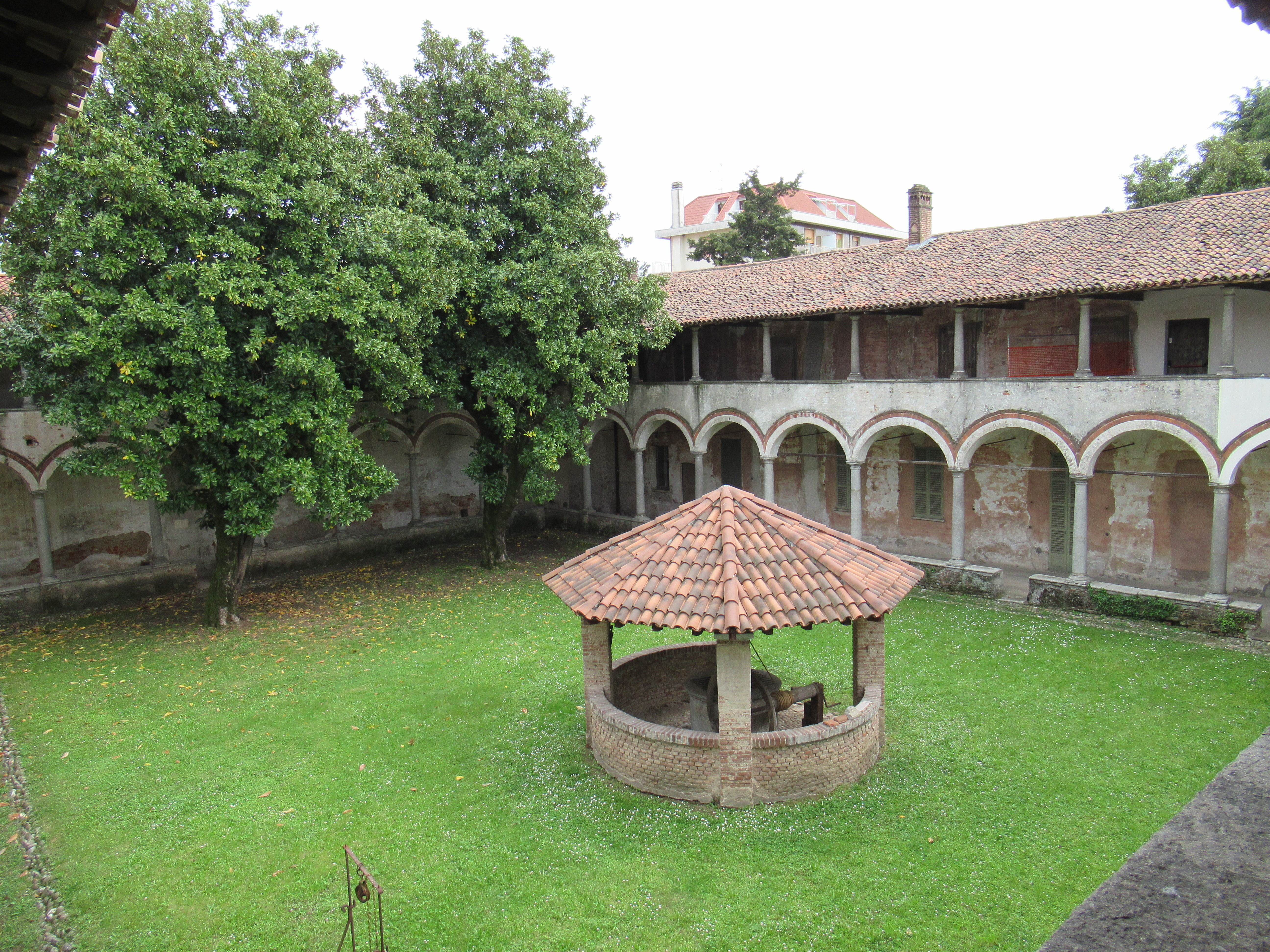
Kloster San Michele

- Kloster San Michele war eines der drei größten Klöster des Landes und eines der bedeutendsten in der Gegend nördlich von Mailand, von dem heute noch der zentrale Kern erhalten ist. Es handelte sich um ein Frauenkloster, das nach der Regel des heiligen Augustinus geführt wurde. Die Mädchen, die in das Kloster eintraten, hatten nach Ablegung ihres Gelübdes keinen Kontakt mehr zur Außenwelt und verließen es auch nach ihrem Tod nicht mehr (das Kloster hatte einen eigenen Friedhof). Kürzlich wurde im Nordflügel des Klosters eine Grabstätte gefunden, als das Monument unter der Leitung des Polytechnikums Mailand und des Technischen Büros der Stadtverwaltung restauriert und neu genutzt wurde. Nur zwei Männer durften das Kloster betreten, wenn die Nonnen schwer krank waren: der Arzt und der Priester. Da das Kloster zwischen 40 und 60 Nonnen beherbergte, musste es mit allem ausgestattet sein, was zum Überleben notwendig war: mehrere Brunnen, ein Gemüsegarten, Hühnerställe und Lagerhäuser für Vorräte (Getreide, Wein usw. ). In den beiden Seitenhöfen gab es Einfahrten. Im Erdgeschoss des Klosters befanden sich die Kirche, die Werkstatt, die Küchen, das Refektorium, das Atrium und die Stube; im Obergeschoss waren die Schlafsäle untergebracht. Das Gebäude befindet sich heute im Besitz der Gemeinde, die den Westflügel bereits renoviert und das Refektorium als Mehrzweckraum sowie das Obergeschoss und den Nordflügel als Gemeindebibliothek genutzt hat.
- Kirche Madonna degli Angeli (1567).

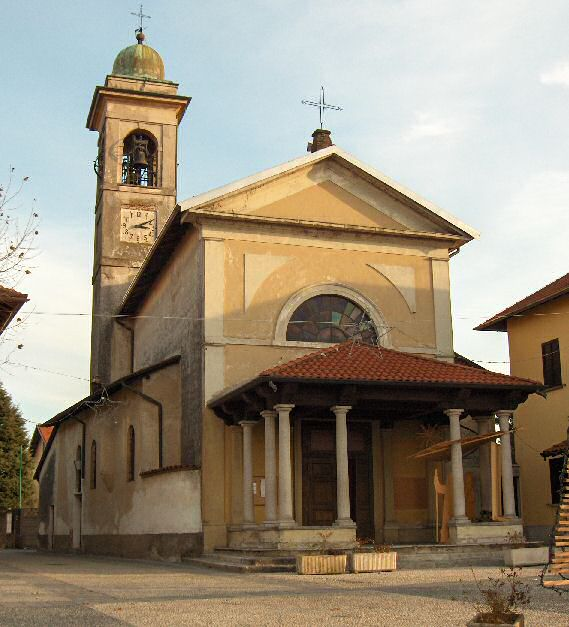
Kirche Sant’Eugenio in der Fraktion Tornavento

- Kirche Sant’Eugenio im Fraktion Tornavento.
- Im Gehöft Maggia befindet sich das schöne Oratorium der Consolata, eine Kirche, die nicht so alt ist wie das Gehöft: auf der Teresianischen Karte von 1722 ist sie nordwestlich des Gehöfts eingezeichnet; und aufgrund ihrer Lage am Rande ist die Kapelle als zusätzliches Gebäude zum viereckigen Wohnblock zu betrachten. Sie wurde am 20. August 1740 von Giovanni Repossi, einem Kaplan aus Lonatese, im Auftrag des Erzbischofs eingeweiht. Der Säulengang der Kapelle aus dem 18. Jahrhundert stammt aus der gleichen Zeit wie der des Bauernhofs. Der Säulengang vor der Kirche stammt aus dem 18. Jahrhundert, ebenso wie der Glockenturm im Bereich des Altars im Osten. Auch das Fresko aus dem 18. Jahrhundert über dem Altar ist ein Werk des Volkes: eine Madonna mit Kind, die auf einem breiten und schlichten Stuhl zwischen offenen und geknüpften Vorhängen sitzt und die Abdrücke der Nägel zeigt, mit denen einst die Juwelen aufgehängt wurden, die der Madonna della Maggia zunächst von den Bauern des Gehöfts und dann von den Arbeitern des Steinbruchs geschenkt wurden.
- Die Kapelle Sant’Anna hat uralte Ursprünge, deren erste Spuren sich in der Liste der von den mittelalterlichen Konsortien von Lonate verzauberten Güter aus dem Jahr 1567 finden lassen.

## Städtepartnerschaft
- San Rafael, Kalifornien